# Districtul Mae Poen
Mae Poen (în thailandeză แม่เปิน) este un district (Amphoe) din provincia Nakhon Sawan, Thailanda, cu o populație de 19.730 de locuitori și o suprafață de 260,2 km².

## Componență
Districtul este subdivizat în a single subdistrict (tambon), which is further subdivided into 24 de sate (muban).
| Nr. | Nume     | În thailandeză | Sate | Pop.   |
| --- | -------- | -------------- | ---- | ------ |
| 1.  | Mae Poen | แม่เปิน          | 24   | 19,730 |